# 褐齿毛属
褐齿毛属（学名：Fuscocerrena）是多孔菌科下的一个属。

## 下属物种
本属包括以下物种：
- 管裂褐齿毛 Fuscocerrena portoricensis (Fr.) Ryvarden，管裂褐皮黑孔菌